# كوفرتشيانو

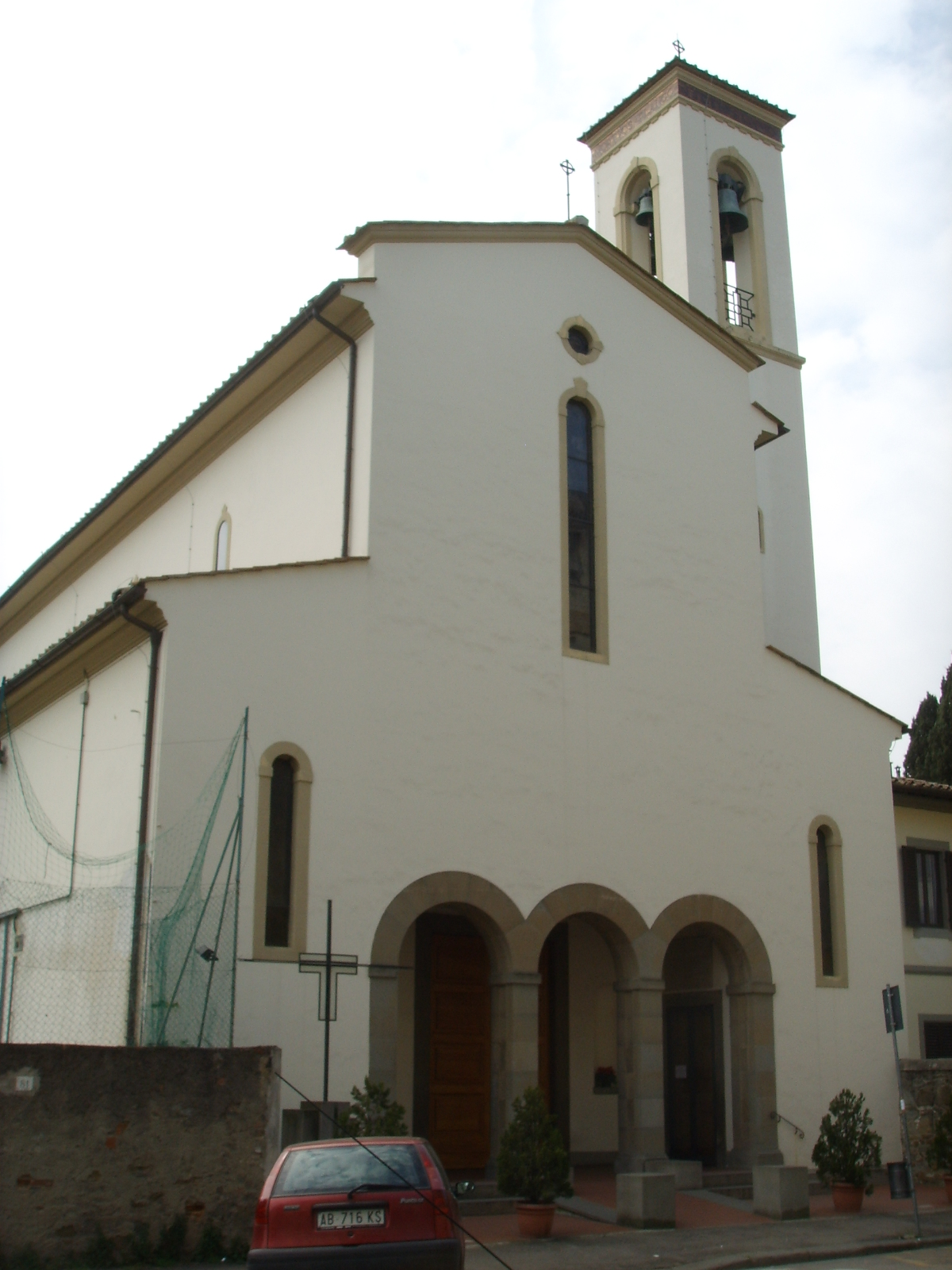

 كوفرتشيانو (بالإيطالية: Coverciano)‏ و الذي يعرف باسم كاسا إيتاليا (بالإيطالية: Casa Italia)‏ هو مقر التدريب الأساسي والدعم الفني التابع للاتحاد الإيطالي لكرة القدم، بُنِيَ في عام 1958 و يقع مقره في مدينة فلورنسا.